# Patrick Joseph Kelly
Patrick Joseph Kelly SMA (* 31. August 1894 in Ballinasloe, Irland; † 18. August 1991 in Cork) war ein irischer römisch-katholischer Missionar und Bischof von Benin City in Nigeria.

## Leben
Kelly studierte ab 1916 am Priesterseminar von Cork, trat im November 1918 der Gesellschaft der Afrikamissionen bei und empfing am 29. Juni 1921 die Priesterweihe. Zunächst wirkte er bis 1926 als Missionar im heutigen Nigeria, ehe er aus gesundheitlichen Gründen nach Irland zurückkehrte und als Dozent am Ordensseminar von Dromantine bei Newry arbeitete. Im Juni 1929 reiste Kelly wieder nach Nigeria und setzte seine Missionstätigkeit fort. 1930 wurde er Pro-Vikar des Apostolischen Vikariats West-Nigeria.
Papst Pius XII. ernannte Kelly am 11. Dezember 1939 zum Apostolischen Vikar von West-Nigeria sowie zum Titularbischof von Thignica. Die Bischofsweihe spendete ihm am 2. Juni 1940 John Dignan, Bischof von Clonfert. Mitkonsekratoren waren Edward Mulhern, Bischof von Dromore, und John Gerald Neville, emeritierter Apostolischer Vikar von Sansibar. Am 18. April 1950 wurde das Apostolische Vikariat zum Bistum Benin City erhoben. Die Missionsarbeit blieb ein prägendes Element in Kellys Amtszeit als Apostolischer Vikar und Bischof. Von 1962 bis 1965 nahm er als Konzilsvater am Zweiten Vatikanischen Konzil teil.
Papst Paul VI. nahm am 5. Juli 1973 Kellys altersbedingtes Rücktrittsgesuch an. Er lebte zunächst bis 1985 im St. Joseph’s College im irischen Wilton, ehe er aufgrund seiner schlechter werdenden Gesundheit in ein Heim seines Ordens zog. Im März 1981 wurde fälschlich über den Tod des 86-jährigen Kelly berichtet. Erst zehn Jahre später starb er in einem Krankenhaus in Cork, knapp zwei Wochen vor seinem 97. Geburtstag.